# Hand to Hand
『Hand to Hand』（ハンド・トゥ・ハンド）は、日本のギタリスト、押尾コータローのメジャー通算10枚目のアルバム。2011年1月12日にSME RecordsからDVD付期間生産限定盤と通常盤の2形態で発売された。

## 解説
前作『Eternal Chain』から1年4ヶ月ぶりの新譜。ABCテレビ『おはよう朝日です』テーマ曲「Brand New Wings」、NHK-FM『ラジオマンジャック』テーマ曲「HEART BEAT!」岩手めんこいテレビ・遠野物語100周年応援ソング「ナユタ」、タイガー魔法瓶「とく子さんプレミア」CM曲「Good Times」、アサヒビールグループ スペシャルサイト「LETTERs」タイアップ曲「Little Prayer」、ヤンマー企業CM曲「雨上がり」、BS日テレ「Tabi Photo」テーマ曲「fly to the dream」、EXILEの楽曲・34枚目のシングル「もっと強く」に収録された同曲のAcoustic Guitar Versionのリテイク、河村隆一に楽曲提供した「草笛」のセルフカバーなど数多のタイアップ・提供楽曲を含む全15曲収録。期間生産限定盤付属DVDは、「Brand New Wings」「ナユタ」2曲のミュージック・ビデオを収録。

## 収録曲

### CD
| 全作曲: 押尾コータロー（6のみ華原大輔）、全編曲: 押尾コータロー。 |                                                                                 |       |                                 |      |
| #                                                                 | タイトル                                                                        | 作詞  | 作曲・編曲                      | 時間 |
| 1.                                                                | 「Brand New Wings」(ABCテレビ「おはよう朝日です」テーマソング)                  |       | 押尾コータロー（6のみ華原大輔） | 3:43 |
| 2.                                                                | 「HEART BEAT!」(NHK-FM「ラジオマンジャック」テーマソング)                       |       | 押尾コータロー（6のみ華原大輔） | 3:11 |
| 3.                                                                | 「Jet」                                                                         |       | 押尾コータロー（6のみ華原大輔） | 3:02 |
| 4.                                                                | 「ナユタ」(岩手めんこいテレビ「遠野物語100周年応援ソング」)                     |       | 押尾コータロー（6のみ華原大輔） | 5:17 |
| 5.                                                                | 「Good Times」(タイガー魔法瓶「とく子さんプレミア」CM曲)                        |       | 押尾コータロー（6のみ華原大輔） | 3:29 |
| 6.                                                                | 「もっと強く」                                                                  |       | 押尾コータロー（6のみ華原大輔） | 4:40 |
| 7.                                                                | 「予感」                                                                        |       | 押尾コータロー（6のみ華原大輔） | 3:28 |
| 8.                                                                | 「Little Prayer」(アサヒビールグループ スペシャルサイト「LETTERs」タイアップ曲) |       | 押尾コータロー（6のみ華原大輔） | 2:59 |
| 9.                                                                | 「Go Ahead」                                                                    |       | 押尾コータロー（6のみ華原大輔） | 4:01 |
| 10.                                                               | 「雨上がり」(ヤンマー株式会社企業CM曲)                                          |       | 押尾コータロー（6のみ華原大輔） | 4:43 |
| 11.                                                               | 「手のひら」                                                                    |       | 押尾コータロー（6のみ華原大輔） | 4:45 |
| 12.                                                               | 「草笛」                                                                        |       | 押尾コータロー（6のみ華原大輔） | 4:19 |
| 13.                                                               | 「Over Drive」                                                                  |       | 押尾コータロー（6のみ華原大輔） | 3:31 |
| 14.                                                               | 「fly to the dream」(【BS日テレ「Tabi Photo」テーマ曲】)                        |       | 押尾コータロー（6のみ華原大輔） | 4:07 |
| 15.                                                               | 「また明日。」                                                                  |       | 押尾コータロー（6のみ華原大輔） | 4:07 |
| 合計時間:                                                         | 合計時間:                                                                       | 59:22 |                                 |      |

### DVD （期間生産限定盤のみ）
| #  | タイトル                          | 作詞 | 作曲           |
| -- | --------------------------------- | ---- | -------------- |
| 1. | 「Brand New Wings」(-Video Clip-) |      | 押尾コータロー |
| 2. | 「ナユタ」(-Video Clip-)          |      | 押尾コータロー |